# Ataques iranianos no Iraque e na Síria em 2024
O ataque em Arbil em 2024 ocorreu em 15 de janeiro de 2024, quando o Irã realizou uma série de ataques aéreos e de drones no Iraque e na Síria, alegando que tinha como alvo a sede regional da agência de inteligência israelita Mossad e vários redutos de grupos terroristas em resposta aos atentados de Kerman em 3 de janeiro, pelo qual o Estado Islâmico assumiu a responsabilidade.
A cidade de Arbil, que é a capital da região autónoma do Curdistão iraquiano, foi alvo de 11 do total de 15 mísseis disparados. Os quatro mísseis restantes foram direcionados à Idlib, na Síria, visando áreas controladas pela Oposição Síria. Na própria Arbil, o ataque iraniano matou quatro civis e feriu outros 17. As alegações do Irã de ter como alvo a presença israelita no Curdistão e grupos terroristas na Síria foram rejeitadas pelo governo iraquiano e pelo governo autónomo curdo, ambos os quais condenaram o ataque.

## Antecedentes
Em 3 de janeiro de 2024, uma cerimônia comemorativa que marcava o assassinato de Qasem Soleimani no seu túmulo em Kerman, no Irã, foi atacada por duas explosões de bombas. Os ataques mataram pelo menos 94 pessoas e feriram outras 284. Mais tarde, o Estado Islâmico assumiu a responsabilidade pelos ataques. O aiatolá Ali Khamenei, líder supremo do Irã, prometeu uma "resposta dura" ao ataque e declarou que os responsáveis "serão o alvo definitivo da repressão e da punição justa a partir de agora".

## Ataques

### Curdistão iraquiano
O ataque em Arbil teve como alvo a residência de Peshraw Dizayee, CEO da Empire World, uma empresa de desenvolvimento imobiliário, matando-o juntamente com a sua filha, a governanta e o empresário Karam Mikhail. O Aeroporto Internacional de Arbil foi temporariamente fechado. O Exército dos Guardiães da Revolução Islâmica (IRGC) assumiu rapidamente a responsabilidade pelo ataque. Além disso, as forças da coligação abateram três drones perto do aeroporto. A Agência de Notícias Tasnim revelou que quatro mísseis balísticos lançados da província de Quermanxá e outros sete disparados da província de Azerbaijão Ocidental foram usados durante o ataque, durante o qual mísseis balísticos de curto alcance Fateh-110 foram supostamente usados.

### Síria
O IRGC afirmou que também atingiu as forças do Estado Islâmico no noroeste da Síria com quatro mísseis, visando especificamente os autores dos atentados em Kerman em 2024, em 3 de janeiro. A Agência de Notícias Tasnim informou que a Força Aeroespacial do IRGC lançou quatro mísseis balísticos de médio alcance Kheibar Shekan do distrito de Darkhoveyn, na província de Cuzistão, à meia-noite, viajando uma distância de 1 200 km para atingir alvos perto de Taltita, na província de Idlib. Estas alegações foram postas em dúvida, uma vez que o Estado Islâmico não tem presença na região, exceto um número não confirmado de células secretas.
De acordo com o Observatório Sírio de Direitos Humanos, era pouco provável que o Irã tivesse conduzido o seu ataque na Síria utilizando mísseis balísticos de médio alcance, devido à escala limitada de danos. Em vez disso, o observatório afirmou que o ataque foi provavelmente realizado por grupos apoiados pelo Irã situados na província de Alepo, na Síria, a aproximadamente 30 km da zona de impacto.

## Consequências
Um dia depois do ataque no Iraque e na Síria, o Irão realizou uma série semelhante de ataques com mísseis no Paquistão, alegando que tinha como alvo o Jaish ul-Adl, um grupo militante balúchi que assumiu a responsabilidade pelo atentado suicida de Khash-Zahedan em 2019 no Irã. Estes ataques foram condenados pelo governo paquistanês, que expulsou o embaixador iraniano de Islamabade e afirmou que os ataques tinham matado duas crianças no Baluchistão, prometendo posteriormente responder à violação do espaço aéreo paquistanês pelo Irã.